# Norellisoma orientale
Norellisoma orientale är en tvåvingeart som beskrevs av Ozerov 1993. Norellisoma orientale ingår i släktet Norellisoma och familjen kolvflugor. Inga underarter finns listade i Catalogue of Life.